# Sailor Moon Crystal
Sailor Moon Crystal, conocido en Japón como Pretty Guardian Sailor Moon Crystal (美少女戦士セーラームーン Crystal / クリスタル) Bishōjo Senshi Sērā Mūn Kurisutaru?), es un Anime de 2014 producido por Toei Animation, bajo la dirección de Munehisa Sakai en un inicio y posteriormente dirigido por Chiaki Kon. Esta serie, iniciada con el objetivo de celebrar el vigésimo aniversario del manga Bishōjo Senshi Sailor Moon, constituye la adaptación audiovisual más reciente de la obra. En lugar de un recreación del primer anime realizado por Toei en los años 1990, Crystal constituye más bien una versión totalmente independiente y nueva, así como también una copia más fiel de la historia original creada por Naoko Takeuchi. La historia se centra en Usagi Tsukino, una joven a quien se le concede el poder de convertirse en la heroína justiciera cuyo alias titula la obra, quien junto a sus compañeras Sailor Senshi comenzará la búsqueda de una misteriosa princesa y del legendario Cristal de Plata para proteger la Tierra.
El primer episodio fue mostrado en un preestreno el 30 de junio de 2014, como parte de un evento para conmemorar la fecha de cumpleaños del personaje principal. VIZ Media también realizó una premier del mismo para celebrar el "Día de Sailor Moon" durante la convención del Anime Expo en Los Ángeles. Luego de estos preestrenos la primera temporada de la serie empezó a ser emitida a partir del 5 de julio de 2014, al finalizar fue seguida inmediatamente por la segunda temporada que acabó el 18 de julio de 2015 en streaming mundial a través del sitio de internet Niconico.
En septiembre de 2015, Toei anunció una tercera temporada basada en el arco de la historia de Infinity.
En enero de 2017, se anunció que la historia será continuada y se adaptará el arco Dream, dividido en 2 películas las cuales el 30 de junio de 2019 en el evento Cumpleaños de Usagi se mostró un tráiler de la misma con estreno a finales de 2019. Las historia de Sailor Moon Crystal con el arco Dream continuará bajo el título de Pretty Guardian Sailor Moon Eternal.
En mayo de 2022, se anunció la culminación de la historia, donde se adaptará el arco Stars nuevamente con dos películas bajo el título de Sailor Moon Cosmos siendo oficialmente lanzado en el verano de 2023.

## Argumento
Usagi Tsukino, una estudiante de secundaria de 14 años de edad, conoce a Luna, una gata negra que habla y le revela que es Sailor Moon, una guardiana destinada a combatir a un grupo de villanos llamado Reino Oscuro. Luna también instruye a Sailor Moon para encontrar a sus compañeras Sailor Scouts, a la princesa de un reino ancestral de la Luna, y a un artefacto legendario conocido como el Cristal de Plata. En su viaje, Sailor Moon se encuentra con sus compañeras: Sailor Mercury, Sailor Mars, Sailor Jupiter, Sailor Venus, y un misterioso hombre enmascarado llamado Tuxedo Mask, por quien se siente atraída. Más tarde, Serena y las Sailor Scouts descubren que en sus vidas anteriores fueron miembros de un antiguo reino lunar en un período de tiempo llamado el Milenio de Plata. El Reino Oscuro libró una guerra contra ellos, resultando en la destrucción del Reino de la Luna. Resulta que la propia Sailor Moon es Serenity, la Princesa del Reino de la Luna, y que ella tiene el poder de hacer que el Cristal de Plata aparezca y emita su increíble poder. Mientras tanto, Tuxedo Mask se revela como Endymion, el primer príncipe heredero de la Tierra y el enamorado de Serenity en sus vidas anteriores. Después de derrotar a los Cuatro Reyes Celestiales (que resultan ser los leales caballeros del Príncipe Endymion en el pasado) y matar a la Reina Beryl, las Sailor Scouts enfrentan a un Príncipe Endymion poseído y a la gobernante del Reino Oscuro, La Reina Metaria. Para evitar que Metaria extienda la oscuridad por toda la Tierra, las Sailor Scouts sacrifican sus vidas. Usando el poder del Cristal de Plata, Sailor Moon destruye a Metaria y resucita a sus amigos.
Después que Sailor Moon restaura la Tierra a la normalidad y se prepara para vivir una vida normal otra vez con Darién y sus amigas, una niña cae del cielo, alegando tener el mismo nombre que Serena, pero apodada como "Rini" por Serena y las otras chicas. Un grupo de villanos llamado Black Moon, encabezado por el Príncipe Diamante, inicia una serie de operaciones mientras busca a Rini y el Cristal de Plata. Rini revela que es la hija de Sailor Moon y Tuxedo Mask de un futuro distante que ha sido diezmado por el Black Moon, y está buscando a Sailor Moon y el Cristal de Plata para salvar a su madre. Sailor Moon y sus amigos acompañan a Chibiusa al futuro, y se encuentran con la Guardiana del Tiempo y amiga de Rini, Sailor Plut. Rini es manipulada por el consejero de Diamante, y auténtico cerebro del Clan Black Moon, el Fantasma de la Muerte, y la transforma en Black Lady. Diamante se las arregla para obtener los Cristales de Plata del pasado y del futuro y estando a punto de unirlos, Sailor Plut detiene el tiempo para impedir que el Universo sea destruido por este acto, causando así su propia muerte. Black Lady se sorprende tanto al ver a su amiga morir que vuelve a ser su verdadero yo, transformándose en Sailor Chibi Moon. Mientras tanto, Diamante muere protegiendo Sailor Moon del Fantasma de la Muerte, este último es destruido por los poderes combinados de Sailor Moon y Sailor Chibi Moon.
Cuando los estudiantes de la prestigiosa Academia Mugen son víctimas de un grupo de villanos llamados Cazadores de la Muerte, que los convierten en unas criaturas conocidas como Demonios, Serena y sus amigas conocen a dos famosas estudiantes de la Academia Mugen: la marimacha corredora de autos Haruka Tenoh y la violinista Michiru Kaioh. Haruka y Michiru son las identidades civiles de dos nuevas Sailor Scouts: Sailor Uranus y Sailor Neptune, quienes inicialmente se muestran reacias a trabajar con Sailor Moon y las demás. Por otro lado, Rini se hace amiga de una chica misteriosa llamada Hotaru Tomoe, hija del profesor Souichi Tomoe, fundador de la Academia de Mugen, quien más tarde se revela como una figura clave de los Death Busters. Sailor Plut revive y se reencarna como la estudiante universitaria Setsuna Meiō, y se une a Sailor Uranus y Neptune. Utilizando el poder de todas las Sailors Scouts, Usagi gana una nueva transformación: Super Sailor Moon. Poco después, las Sailor Scouts descubren que el cuerpo de Hotaru hospeda a Mistress 9, pareja del líder de los Cazadores de la Muerte, el Maestro Faraón 90. Al mismo tiempo, Hotaru es también la reencarnación de la Guardiana del Silencio, Sailor Saturn, quien tiene el poder de destruir el mundo entero. Por esta razón, las Sailors Uranus, Neptune y Pluto temen el despertar de Saturn. En la batalla climática, Faraón 90 comienza a fusionarse con la Tierra, pero la recién despertada Sailor Saturn usa su poder para llevarlo de vuelta a su dimensión, el Sistema Estelar Tau, sacrificándose en el proceso. Como la Neo-Reina Serenity, Serena restaura la ciudad y resucita a todos los que murieron en la batalla, incluyendo a Hotaru, quien renace como un bebé. Haruka, Michiru y Setsuna juran ser la familia de Hotaru y abandonan la ciudad, con la promesa de volver a reunirse con Serena y sus amigas algún día.

## Producción y emisiones
El 6 de julio de 2012, Kodansha y Toei Animation anunciaron que comenzarían la producción de una nueva adaptación de anime del manga para un lanzamiento simultáneo a nivel mundial en 2013 como parte de las celebraciones del 20 aniversario de la serie. El grupo Idol Momoiro Clover Z interpretaría las canciones de apertura y cierre, "Moon Pride" y "Gekkō" respectivamente. En abril de 2013, se anunció que el nuevo anime había sido pospuesto. El 4 de agosto de 2013, se confirmó que el nuevo anime sería transmitido a finales del año.
El 9 de enero de 2014, se anunció que el anime se estrenaría en julio. El 13 de marzo de 2014, el sitio web oficial del nuevo anime fue actualizado para mostrar una cuenta regresiva a partir del 14 de marzo para un anuncio que se produciría el 21 de marzo. Ese día, el sitio web de Toei mostró una imagen que mostraba el arte visual, la sinopsis y el personal para el nuevo anime. También reveló que el anime se llamaría Pretty Guardian Sailor Moon Crystal (美少女戦士セーラームーンCrystal Bishōjo Senshi Sērā Mūn Kurisutaru) y sería dirigido por Munehisa Sakai.
El elenco y la fecha de estreno se anunciaron en el evento especial del 20 aniversario, el 27 de abril de 2014. El anime se estrenaría el 5 de julio de 2014. Kotono Mitsuishi retomó su papel como Usagi Tsukino. El 30 de abril de 2014, Toei confirmó 26 episodios para la serie que sería transmitida por todo el mundo en el sitio web Niconico con subtítulos en 12 idiomas, incluido el español. Los episodios se transmitirían el primer y tercer sábado de cada mes.
El 28 de septiembre de 2015, el día en que el episodio final del arco de Black Moon se emitió en la televisión japonesa, se anunció que a la producción para la tercera temporada de Sailor Moon Crystal se le había dado luz verde. La tercera temporada de Sailor Moon Crystal se conoce como el arco de Death Busters, que se basa en el arco Infinity del manga. Chiaki Kon reemplazó a Sakai en la dirección de la serie. El nuevo personal y el elenco fueron dados a conocer en un evento en vivo transmitido por la web el 27 de enero de 2016. El primer episodio del arco Death Busters fue visto previamente en un evento especial de la tienda Animate Ikebukuro en Tokio el 6 de marzo de 2016. La tercera temporada comenzó su emisión el 4 de abril de 2016.
El 25 de enero de 2017, la cuarta temporada de Sailor Moon Crystal fue anunciada en el Website del 25 del aniversario de Sailor Moon, mas fue confirmado que el proyecto sería en realidad una película dividida en dos partes, con Kon volviendo como directora principal.

### Emisiones internacionales
En mayo de 2014, Viz Media licenció el anime para un lanzamiento en inglés en Norteamérica como Sailor Moon Crystal. La serie se comenzó a transmitir en Hulu y Neon Alley simultáneamente el 5 de julio de 2014. Crunchyroll también comenzó a transmitir la serie en su sitio web.
En la Convención de Anime Expo de 2014 en Los Ángeles, Viz Media anunció que el reparto utilizado para el re-dub en inglés del primer anime de Sailor Moon también volvería a representar sus papeles en Crystal. El 20 de noviembre de 2015, Viz Media comenzó las emisiones de Sailor Moon Crystal doblada en inglés en Neon Alley y Hulu.
El 28 de noviembre de 2014, Madman Entertainment anunció que tenían los derechos de Sailor Moon Crystal para Australia y Nueva Zelanda.
La serie se comenzó a emitir en la televisión alemana el 31 de enero de 2016 por el canal Animax, contando con doblaje al idioma alemán.
Se emitió también en Rai Gulp de Italia y contó con el doblaje de las tres temporadas, todas fueron emitidas sin censura, a pesar de que omitieron la sección de los créditos finales.
En Portugal se empezó a transmitir en mayo de 2015 por el canal Biggs, sin embargo, fue cancelado a finales de 2016 tras polémica sobre escenas cortadas por censura al final del episodio 29 y al inicio del 30, que fueron exhibidos respectivamente el 26 y 27 de noviembre de ese año. Más tarde, Biggs transmitió la tercera temporada durante la noche y sin cortes.

#### Emisión en Hispanoamérica
A principios de marzo de 2018, el vicepresidente de Azteca 7, Adrián Ortega Echegollén, confirmó mediante el programa Alta Definición que dicha serie sería transmitida este año, aunque en ese momento no especificó fecha para el estreno ni nada sobre el doblaje al español. El 28 de abril de 2018, se anunció durante una convención en Ciudad de México, México que la actriz de doblaje Cristina Hernández (voz de Chibiusa) sería la encargada de dirigir la serie por lo cual mencionó que intentaría conseguir la mayor cantidad de las voces originales posibles, debido a que han pasado más de 20 años, algunas ya están retiradas o fallecidas. Posteriormente se fueron revelando los nombres de los actores que conformarían el reparto.
Finalmente Azteca 7 hizo oficial a través de sus redes sociales que el horario de emisión del anime sería a las 12:00 p. m. todos los sábados, de este modo, se estrenó el 23 de septiembre de 2018. Además Cristina Hernández anunció que la cadena de cines Cinemex proyectaría a la par los primeros capítulos de esta versión en funciones especiales en varios Estados de la república mexicana durante el 27 y 28 de octubre y el 3 y 4 de noviembre.
En Argentina, desde el 23 de enero de 2019, se hablaba del retorno de Sailor Moon a las pantallas, pero al final se confirmó su retorno a las pantallas el 19 de junio de 2019. Se transmitió del 23 de julio al 13 de noviembre de 2019 por la cadena televisiva América TV.

## Reparto
En el evento por el 20 aniversario de Sailor Moon transmitido por Niconico, se dio a conocer que Kotono Mitsuishi sería la única del elenco del primer anime que retomaría su personaje de Sailor Moon después de 22 años. En enero de 2016 se anunció que al reparto de la tercera temporada se sumarían actrices como Junko Minagawa (Sailor Uranus), Sayaka Ohara (Sailor Neptune) y Yukiyo Fujii (Sailor Saturn). Tres meses después, se informó que la Seiyū Yuko Mizutani, quien interpretaba a Ikuko Tsukino, había fallecido de cáncer de mama.

### Doblaje
El doblaje hispanoamericano fue dirigido por la actriz Cristina Hernández, el estudio en que se realizó fue Dubbing House, mientras que la traducción estuvo a cargo de Brenda Nava, quien originalmente informó a través de su cuenta de Twitter que no se utilizarían los nombres japoneses de los personajes, sino los estadounidenses que fueron empleados durante el anime de los 90; sin embargo, a último momento se decidió que se usaran los nombres originales por lo que los actores tuvieron que regrabar las partes donde se mencionaban los nombres de los personajes. Asimismo, se sustituyó el término "Sailor Scouts" por "Sailor Guardians". En cuanto a los temas de apertura y cierre, no fueron doblados.
Varios actores de doblaje que participaron en el primer anime, también lo hicieron en el doblaje de Sailor Moon Crystal, como Patricia Acevedo, Rossy Aguirre, María Fernanda Morales, Mónica Manjarrez, Irma Carmona y Gerardo Reyero. Acevedo comentó que todos los actores tuvieron que hacer una prueba de voz previa para sus respectivos personajes. Rocío Garcel también confirmó regresar como Luna, pero días después anunció que debido a sus problemas de salud, no pudo interpretar más a su personaje debido al corto plazo de tiempo que tenía para entregar sus líneas. Aunque grabó los primeros 4 episodios, no se usaron sus grabaciones dentro de la serie y dichos episodios fueron regrabados por Irene Jiménez.

### Personajes

#### Personajes principales
| Personaje                                             | Seiyū Japón                                                               | Actor de doblaje Hispanoamérica                                                               |
| ----------------------------------------------------- | ------------------------------------------------------------------------- | --------------------------------------------------------------------------------------------- |
| Usagi Tsukino / Sailor Moon                           | Kaoru Mizuhara                                                            | Patricia Avecedo                                                                              |
| Ami Mizuno / Sailor Mercury                           | Hisako Kanemoto                                                           | Rossy Aguirre                                                                                 |
| Rei Hino / Sailor Mars                                | Rina Satō                                                                 | Mónica Manjarrez Auri Maya (Niña) Analiz Sánchez (Arco 5)                                     |
| Makoto Kino / Sailor Jupiter                          | Ami Koshimizu                                                             | Adriana Olmedo                                                                                |
| Minako Aino / Sailor Venus                            | Shizuka Itō                                                               | María Fernanda Morales Erika Langarica (Ep. 6)                                                |
| Mamoru Chiba / Tuxedo Mask                            | Kenji Nojima Mutsumi Tamura (Niño)                                        | Gerardo Reyero Melissa Hernández (Niño, Crystal/ Arco 1) Tenyo Vargas (Niño, Eternal/ Arco 4) |
| Luna                                                  | Ryō Hirohashi                                                             | Irene Jiménez                                                                                 |
| Artemis                                               | Yōhei Ōbayashi (Arcos 1-3) Taishi Murata (Arcos 4-5)                      | Salvador Delgado                                                                              |
| Chibiusa Tsukino / Sailor Chibi Moon                  | Misato Fukuen                                                             | Cristina Hernández                                                                            |
| Diana                                                 | Shoko Nakagawa                                                            | Cony Madera                                                                                   |
| Setsuna Meiō / Sailor Pluto                           | Ai Maeda                                                                  | Betzabé Jara                                                                                  |
| Haruka Ten'ō / Sailor Uranus                          | Junko Minagawa                                                            | Paulina Soto                                                                                  |
| Michiru Kaiō / Sailor Neptune                         | Sayaka Ohara                                                              | Irma Carmona                                                                                  |
| Hotaru Tomoe / Sailor Saturn                          | Yukiyo Fujii                                                              | Ivett Toriz                                                                                   |
| Seiya Kou / Sailor Star Fighter                       | Marina Inoue                                                              | Maggie Vera                                                                                   |
| Yaten Kou / Sailor Star Healer                        | Ayane Sakura                                                              | Cassandra Valtier                                                                             |
| Taiki Kou / Sailor Star Maker                         | Saori Hayami                                                              | María Elisa Gallegos                                                                          |
| Princesa Kakyū / Sailor Kakyū                         | Nana Mizuki                                                               | Gaby Gris                                                                                     |
| Chibi Chibi / Sailor Chibi Chibi Moon / Sailor Cosmos | Kotono Mitsuishi (Sailor Chibi Chibi Moon) Keiko Kitagawa (Sailor Cosmos) | Lupita Leal                                                                                   |

#### Personajes secundarios
| Personaje              | Seiyū                     | Actor de voz                                                         |
| ---------------------- | ------------------------- | -------------------------------------------------------------------- |
| Reina Serenity         | Mami Koyama               | Patricia Acevedo (Crystal / Arco 1-3) Maggie Vera (Eternal / Arco 4) |
| Rey Endymion           | Kenji Nojima              | Gerardo Reyero                                                       |
| Neo-Reina Serenity     | Kotono Mitsuishi          | Patricia Acevedo                                                     |
| Phobos                 | Kanami Taguchi            | Yetzary Olcort (Arco 4) Marysol Cervantes (Arco 5)                   |
| Deimos                 | Aya Yamane                | Yetzary Olcort (Arco 4) Marysol Cervantes (Arco 5)                   |
| Helios                 | Yoshitsugu Matsuoka       | Luis Navarro                                                         |
| Princesa Lady Serenity | Kotono Mitsuishi          | Patricia Acevedo                                                     |
| Ménades                | Ruriko Noguchi (Ménade 1) | Casandra Acevedo                                                     |
| Ménades                | Yūki Hirose (Ménade 2)    | Gaby Willer                                                          |
| Sailor Ceres           | Reina Ueda                | Mariana Ortiz                                                        |
| Sailor Pallas          | Sumire Morohoshi          | Circe Luna                                                           |
| Sailor Juno            | Yūko Hara                 | Casandra Acevedo                                                     |
| Sailor Vesta           | Rie Takahashi             | Gaby Willer                                                          |
| Guardiana Cosmos       | Keiko Kitagawa            | Gina Sánchez                                                         |

#### Personajes recurrentes
| Personaje              | Seiyū                                | Actor de voz                                       |
| ---------------------- | ------------------------------------ | -------------------------------------------------- |
| Ikuko Tsukino          | Yūko Mizutani Akemi Okamura (Arco 5) | Claudia Garzón Liliana Barba (Arco 5)              |
| Kenji Tsukino          | Mitsuaki Madono                      | Jorge Roig Jr. Roberto Molina (Arco 5)             |
| Shingo Tsukino         | Seira Ryū                            | Eduardo Gutiérrez Carlos Eduardo Guilbert (Arco 5) |
| Naru Osaka             | Satomi Satō                          | María García                                       |
| Umino Gurio            | Daiki Yamashita                      | Edgar Luna                                         |
| Yumiko                 | Hyang-Ri Kim                         | Montserrat Aguilar                                 |
| Kuri                   | Yukiko Morishita                     | Alicia Vélez                                       |
| Haruna Sakurada        | Akemi Kanada                         | Susana Moreno                                      |
| Motoki Furuhata        | Hiroshi Okamoto                      | Alan Fernando Velázquez                            |
| Reika Nishimura        | Mai Nakahara                         | Leyla Rangel                                       |
| Endou                  | Hiroaki Miura                        | Miguel Ángel Leal                                  |
| Kunzite                | Eiji Takemoto                        | Germán Fabregat                                    |
| Zoisite                | Masaya Matsukaze                     | Ricardo Tejedo                                     |
| Nephrite               | Kosuke Toriumi                       | Jesús Guzmán                                       |
| Jadeite                | Daisuke Kishio                       | Gabriel Basurto                                    |
| Kotono Sarashina       | Akemi Kanada                         | Erika Langarica                                    |
| Ittou Asanuma          | Daisuke Sakaguchi                    | Miguel Ángel Leal Rodrigo Acevedo (arco 5)         |
| Momoko "Momo" Momohara | Taeko Kawata                         | Karen Fonseca Auri Maya (ep.32)                    |
| Kyusuke Sarashina      | Yukiko Morishita                     | Diana Meza (ep.29) Nicolás Calderón (ep.32)        |
| Nachogi                | Kenji Akabane                        | Alberto Bernal                                     |
| Keiko Tomoe            | Shino Kakinuma                       | Ivett Toriz                                        |
| Saeko Mizuno           | Naomi Shindō                         | Jessica Ortiz                                      |
| Abuelo Hino            | Hirohiko Kakegawa                    | Rubén León                                         |

#### Antagonistas

##### Dark Kingdom (Reino Oscuro)
| Personaje                         | Seiyū                                             | Actor de voz                                 |
| --------------------------------- | ------------------------------------------------- | -------------------------------------------- |
| Reina Metalia                     | Yōko Matsuoka                                     | Ruth Toscano                                 |
| Endymion / "Endou" (Mamoru Chiba) | Kenji Nojima                                      | Gerardo Reyero                               |
| Reina Beryl                       | Misa Watanabe                                     | Magda Giner                                  |
| Kunzite                           | Eiji Takemoto                                     | Germán Fabregat                              |
| Zoisite                           | Masaya Matsukaze Yuriko Yamaguchi (Doctora Isono) | Ricardo Tejedo Karen Fonseca (Doctora Isono) |
| Nephrite                          | Kosuke Toriumi                                    | Jesús Guzmán                                 |
| Jadeite                           | Daisuke Kishio                                    | Gabriel Basurto                              |

##### Black Moon Clan (Clan de La Luna Negra)
| Personaje                          | Seiyū            | Actor de voz                                           |
| ---------------------------------- | ---------------- | ------------------------------------------------------ |
| Fantasma de la Muerte / Gran Sabio | Hiroshi Iwasaki  | Paco Mauri Javier Olguín (Arco 5)                      |
| Black Lady (Chibiusa)              | Misato Fukuen    | Cristina Hernández                                     |
| Príncipe Demand                    | Mamoru Miyano    | Óscar Flores                                           |
| Saphir Azul                        | Tsubasa Yonaga   | Luis Leonardo Suárez Diego Alegría (flashback, arco 5) |
| Esmeraude Verde                    | Houko Kuwashima  | Alejandra de la Rosa                                   |
| Rubeus Carmesí                     | Hiroki Takahashi | Alfredo Leal                                           |
| Calaveras                          | Tomoe Hanba      | Leyla Rangel                                           |
| Petz                               | Wasabi Mizuta    | Luz Menchaca                                           |
| Berthier                           | Rumi Kasahara    | Annie Rojas                                            |
| Koan / Koan Kurozuki               | Satsuki Yukino   | Noriko Takaya                                          |
| Achiral                            | Kazunari Tanaka  | Sergio Morel                                           |
| Chiral                             | Wataru Hatano    | Mark Pokora                                            |
| Aquatici                           | Hitomi Ōwada     | Julieta Rivera                                         |
| Veneti                             | Yukiko Morishita | Julieta Rivera                                         |

##### Death Busters (Cazadores de la Muerte)
| Personaje                  | Seiyū            | Actor de voz      |
| -------------------------- | ---------------- | ----------------- |
| Faraón 90                  | Takaya Hashi     | Ricardo Brust     |
| Mistress 9                 | Yukiyo Fujii     | Ivett Toriz       |
| Germatoid / Souichi Tomoe  | Takuya Kirimoto  | Óscar Gómez       |
| Kaolinite / Kaori Kuromine | Hikari Yono      | Gaby Willer       |
| Eudial / Yuuko Arimura     | Chiaki Takahashi | Luz Menchaca      |
| Mimete / Mimi Hanyuu       | Yuki Nagaku      | Annie Rojas       |
| Viluy / Yui Vido           | Rina Hon'izumi   | Circe Luna        |
| Tellu / Lulu Teruno        | Naomi Ōzora      | Erika Ugalde      |
| Cyprine                    | Umeka Shouji     | Mónica Villaseñor |
| Ptilol                     | Umeka Shouji     | Mónica Villaseñor |

##### Dead Moon Circus (Circo de la Luna Muerta)
| Personaje                   | Seiyū              | Actor de voz     |
| --------------------------- | ------------------ | ---------------- |
| Reina Nehelenia             | Nanao              | Rocío Garcel     |
| Zirconia                    | Naomi Watanabe     | Martha Rave      |
| Cere Cere (Sailor Ceres)    | Reina Ueda         | Mariana Ortiz    |
| Palla Palla (Sailor Pallas) | Sumire Morohoshi   | Circe Luna       |
| Jun Jun (Sailor Juno)       | Yūko Hara          | Casandra Acevedo |
| Ves Ves (Sailor Vesta)      | Rie Takahashi      | Gaby Willer      |
| Ojo de Pez                  | Shouta Aoi         | Ricardo Bautista |
| Ojo de Tigre                | Satoshi Hino       | Yamil Atala      |
| Ojo de Halcón               | Toshiyuki Toyonaga | Benjamín Rivera  |
| Xenotime                    | Yōhei Azakami      | Ángel Rodríguez  |
| Zeolite                     | Ryōhei Arai        | Ángel Rodríguez  |

##### Shadow Galactica
| Personaje                       | Seiyū              | Actor de voz                                                       |
| ------------------------------- | ------------------ | ------------------------------------------------------------------ |
| Chaos                           | Mitsuki Saiga      | Laura Torres Montserrat Mendoza (2.ª película) Ricardo Brust (eco) |
| Sailor Galaxia                  | Megumi Hayashibara | Julieta Rivera Nancy MacKenzie (risas)                             |
| Sailor Φ (Phi)                  | Fumie Mizusawa     | Anette Ugalde                                                      |
| Sailor X (Chi)                  | Yuka Komatsu       | Claudia Motta                                                      |
| Sailor Lethe                    | Shiori Mikami      | Alexa Navarro                                                      |
| Sailor Mnemosyne                | Kanae Itō          | Jocelyn Robles                                                     |
| Sailor Iron Mouse               | Sena Koizumi       | Susana Moreno                                                      |
| Sailor Aluminum Siren           | Ayumu Murase       | Karen Fonseca                                                      |
| Sailor Lead Crow                | Yōko Hikasa        | Rosa María Martínez                                                |
| Sailor Tin Nyanko / Nyanko Suzu | Mariya Ise         | Nayeli Mendoza                                                     |
| Sailor Heavy Metal Papillon     | Haruka Kudō        | Ana Lobo                                                           |

## Temporadas
| Temporada | Temporada | Episodios | Emisión original     | Emisión original    | Emisión en Hispanoamérica | Emisión en Hispanoamérica |
| Temporada | Temporada | Episodios | Inicio               | Final               | Inicio                    | Final                     |
| --------- | --------- | --------- | -------------------- | ------------------- | ------------------------- | ------------------------- |
|           | 1         | 14        | 5 de julio de 2014   | 17 de enero de 2015 | 27 de octubre de 2018     | 10 de noviembre de 2018   |
|           | 2         | 12        | 7 de febrero de 2015 | 18 de julio de 2015 | 10 de noviembre de 2018   | 8 de diciembre de 2018    |
|           | 3         | 13        | 4 de abril de 2016   | 27 de junio de 2016 | 8 de diciembre de 2018    | 5 de enero de 2019        |

## Pretty Guardian Sailor Moon Eternal Películas (2021)
Pretty Guardian Sailor Moon Eternal: The Movie (劇場版「美少女戦士セーラームーンEternalエターナル」 Gekijōban Bishōjo Senshi Sērā Mūn Etānaru?) es una película japonesa de anime de fantasía, dividida en dos partes. La cinta está basada en el arco Dream ("sueño") del manga Sailor Moon de Naoko Takeuchi, que sirve como una continuación directa y una "cuarta temporada" para la serie de anime Sailor Moon Crystal. La película está dirigida por Chiaki Kon, escrita por Kazuyuki Fudeyasu, supervisada por Naoko Takeuchi y producida por Toei Animation y Studio Deen.
El primer filme se estrenó el 8 de enero de 2021; el segundo, el 11 de febrero de 2021. Ambas partes tuvieron su estreno mundial el 3 de junio de 2021 a través de Netflix.

## Pretty Guardian Sailor Moon Cosmos Películas (2023)
Pretty Guardian Sailor Moon Cosmos: The Movie (劇場版「美少女戦士セーラームーンCosmosコスモス」 Gekijōban Bishōjo Senshi Sērā Mūn Cosmosu?), es una película japonesa de anime de fantasía, dividida en dos partes. La cinta está basada en el último arco Stars ("estrellas") del manga Sailor Moon de Naoko Takeuchi, que sirve como una continuación directa para Sailor Moon Eternal, dando un cierre a la adaptación del manga.
La película está dirigida por Tomoya Takahashi, escrita por Kazuyuki Fudeyasu, supervisada por Naoko Takeuchi y producida por Toei Animation y Studio Deen. El primer film se estrenó el 9 de junio de 2023 y la segunda el 30 de junio de 2023. El doblaje oficial salió hasta el 20 de agosto de 2024, por medio de Netflix.

## Otros medios relacionados

### Lanzamientos en DVD y Blu-ray
Las primeras dos temporadas de Sailor Moon Crystal fueron lanzadas en Japón en Blu-ray box sets de trece volúmenes. Cada volumen contenía dos episodios. La primera edición limitada en Blu-ray fue lanzada el 15 de octubre de 2014. El lanzamiento de los Blu-ray regulares y compilaciones de DVD se realizó en los meses siguientes, mientras que la edición de cada uno de los volúmenes individuales fue programada para ocurrir de manera mensual.

### Banda sonora

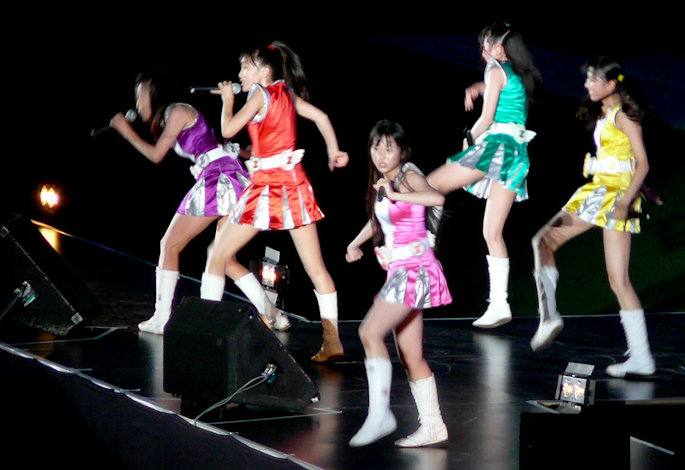
Tres temas musicales son interpretados por el grupo Idol Momoiro Clover Z, cuyas integrantes llevan colores como los de las protagonistas de Sailor Moon.

Yasuharu Takanashi compuso la música de fondo de Sailor Moon Crystal. La serie utilizó dos temas musicales en las primeras 2 temporadas: la canción de apertura "Moon Pride", compuesta por Revo, y la canción final "Gekkō" (月 虹, lit. "Moonbow -arcoíris lunar-"). Ambos temas fueron interpretados por Momoiro Clover Z. Gekkō fue compuesta por Sumire Shirobara y Akiko Kosaka, quien ha escrito varias canciones para la serie Sailor Moon.
Para la tercera temporada, se utilizaron cuatro canciones: un tema de apertura y tres temas de cierre. El tema de apertura, "New Moon ni Koishite" (ニ ュ ー ム ー ン に 恋 し て Nyū Mūn ni Koishite, lit. "In Love With The New Moon -Enamorada de la Luna Nueva-") tiene tres versiones diferentes: la primera versión es interpretada por Etsuko Yakushimaru durante los primeros cuatro episodios y repitió para el episodio final; la segunda versión es cantada por Mitsuko Horie para los actos 31 al 34; y la tercera por Momoiro Clover Z para los actos 35 al 38. La primera canción de cierre se llama "Eternal Eternity", interpretada por Junko Minagawa y Sayaka Ohara, quienes interpretan a los personajes Sailors Uranus y Neptune, respectivamente, fue usada en los actos 27 al 30 y se repitió para el acto 39. La segunda canción de cierre es "Otome no Susume" interpretada por Misato Fukuen, actriz de voz de Chibiusa, usada en los actos 31 al 34. La tercera y última canción de cierre es "Eien Dake ga futari wo Kakeru", interpretada por Kenji Nojima, que es el actor de voz de Mamoru Chiba, fue usada en los actos 35 al 38.
Lanzamientos en CD
| Título | Fecha de publicación    | Tipo               | Número de tracks | Descripción |
| --- | ----------------------- | ------------------ | ---------------- | --- |
| - Moon Pride [Sailor Moon Ver.] - Moon Pride [Momoclo Ver.]                                                                                   | 30 de julio de 2014     | Sencillo           | - 4 - 6          | Sencillo de Momoiro Clover Z. Tuvo dos ediciones, la Edición de Sailor Moon y la de Momoclo: - Versión de Sailor Moon Crystal : El CD incluye los temas Moon Pride y Gekkō. Además viene con un Blu-Ray de un video musical. En la portada se usó una imagen de Sailor Moon Crystal. - Versión Momoclo: El CD incluye el mismo contenido que la Versión de Sailor Moon Crystal, además de una nueva versión de Moon Revenge. En la portada aparecen las integrantes de Momoiro Clover Z vestidas como Sailor Scouts. |
| Pretty Guardian Sailor Moon Crystal Original Soundtrack                                                                                       | 24 de diciembre de 2014 | Álbum              | 54               | CD de la banda sonora de las 2 primeras temporadas, se divide en dos discos. El disco 1 consta de 30 pistas; el disco 2 de 24. |
| Pretty Guardian Sailor Moon Crystal Character Song Collection                                                                                 | 29 de abril de 2015     | Álbum (Image song) | 10               | Canciones sobre los personajes de Sailor Moon Crystal, interpretadas por los actores de voz. |
| Pretty Guardian Sailor Moon Crystal 3rd Season Intro Song: "New Moon ni Koi Shite" & Outro song "Eternal Eternity"                            | 27 de abril de 2016     | Sencillo           | 4                | Incluye la primera versión del tema de apertura interpretado por Etsuko Yakushimaru y el tema de cierre cantado por Junko Minagawa y Sayaka Ohara. Contiene también un DVD. |
| Pretty Guardian Sailor Moon Crystal 3rd Season (2nd version) Intro Song: "New Moon ni Koi Shite" & Outro song "Otome no Susume"               | 25 de mayo de 2016      | Sencillo           | 4                | Incluye la segunda versión del tema de apertura cantado por Mitsuko Horie y el segundo tema de cierre cantado por Misato Fukuen. Contiene también un DVD. |
| Pretty Guardian Sailor Moon Crystal 3rd Season (3rd version) Intro Song: "New Moon ni Koi Shite" & Outro song "Eien Dake ga Futari wo Kakeru" | 22 de junio de 2016     | Sencillo           | 4                | Incluye la tercera versión del tema de apertura cantado por Momoiro Clover Z y el tercer tema de cierre cantado por Kenji Nojima. Contiene también un DVD. |
| Pretty Guardian Sailor Moon Crystal Original Soundtrack II                                                                                    | 27 de julio de 2016     | Álbum              | 52               | CD doble de la banda sonora de la tercera temporada. El disco 1 consta de 29 pistas; el disco 2 de 23. |

## Recepción
El primer episodio de Sailor Moon Crystal obtuvo una audiencia de más de un millón en Niconico durante los dos primeros días de Streaming.